# Донди-Юрт
«Донди-Юрт» (рус. аул Донды) — частный музей в городе Урус-Мартан, созданный жителем города Адамом Сатуевым во дворе своего дома.

## Биография основателя музея
Адам Сатуев родился 3 сентября 1956 года, в 16 лет стал призёром чемпионата и мастером спорта СССР по вольной борьбе. Является мастером спорта СССР международного класса по вольной борьбе, дзюдо, самбо, серебряным призёром чемпионата России по рукопашному бою. В 1984 году попал в автомобильную аварию, получив тяжёлые травмы. В дальнейшем служил в МВД.

## История создания
Идея создать подобный музей возникла у Сатуева в детстве. Повзрослев он начал ходить в походы в горы с друзьями. Позднее он начал подниматься всё выше, осматривал пустые чеченские селения, сложенные из камня-плитняка. Селения, как правило, состояли из жилищ, боевых башен и могильников. Их и взял Сатуев за основу для своего музея.
В 1991 году был заложен первый камень для музея (сейчас их более 10 тысяч), а функционировать музей начал в 2000 году. Камни для музея Сатуев собирает в основном в текущей неподалёку реке Рошня.
Изначально окружающими идея музея не была воспринята, и к строительству музея относились достаточно негативно. Однако со временем отношение изменилось на противоположное, и люди даже помогали со строительством и наполнением музея.
Сатуев назвал музей «Донди-Юрт» по своему прозвищу «Донда», которым назвала его бабушка в честь известного местного кузнеца. Таким образом, музей и получил название «Донди-Юрт».

## Музей

### Архитектура
Сам музей, расположенный в гористой местности на западной окраине Урус-Мартана, представляет собой отстроенный древний аул, занимающий территорию в 20-30 кв.м. В частности, был воссоздан комплекс башен и склепов, где чеченцы в древности хоронили своих предков, а также каменный дом, построенный по чертежам, найденным у немецкого путешественника. Архитектура дома принадлежит к концу XVIII века.
Комнаты дома украшены довольно скромно, единственное исключение — комната гостя, украшенная коврами из войлока с традиционными национальными чеченскими орнаментами. В каменном дворе дома расположена печь с навесом, на которой в давние времена женщины готовили пищу.
Построена и трёхэтажная башня, в которой иногда живёт сам Сатуев. Напротив башни вырыта землянка, сверху которой установлен настил, укрывающий её от непогоды. В землянке стены и пол обиты и выложены войлоком и бараньими шкурами. Посередине стоит маленький стол, за которым собирались члены семьи, а на полу лежит полурастянутая чеченская гармоника. Рядом с землянкой стоит старинный тарантас, на котором ещё до выселения чеченцев ездил сам глава Урус-Мартана, а неподалёку находится наковальня, датируемая 1737 годом.
Также на территории музея построено несколько мазанок, копирующих постройки более позднего периода, относящиеся ко времени ведения Кавказской войны.

### Экспозиция
В коллекции музея, пополняемой за счёт добровольных пожертвований предметов старины жителями Чечни, собраны экспонаты, относящиеся к различным периодам чеченской истории.
В экспозиции музея представлен кувшин, по утверждению Сатуева, относящийся к бронзовому веку, ожерелье из серебра, около 60 керамических предметов. Есть также и старинные весы, особенностью которых является наличие двух точек, посредством которых обеспечивается равновесие; старый плуг, три «амбара», представляющие собой выдолбленные изнутри большие бревна, изготовленные более сотни лет назад. В дар музею был передан и старинный дечиг-пхондар, трёхструнный щипковый музыкальный инструмент вайнахов..

## Философия
По мнению Сатуева, каждая уважающая себя чеченская семья имела жилой дом, боевую башню и склеп. Склеп в народном представлении служил напоминанием о бренности жизни и необходимости прожить жизнь достойно. То есть, жилая дом/башня олицетворяет собой жизнь, а склеп — смерть. Кроме того, ещё одним символом музея служат камни. Сатуев утверждает, что нужно «научиться жить даже на камне, если этот камень — отчий край».

## Современный статус
Музей хотя на данный момент и считается частным, но в него организуются регулярные бесплатные экскурсии детей младшего и среднего школьного возраста.
В 2007 году музей посетила группа официальных лиц во главе с заместителем председателя Правительства ЧР по социальному блоку Лёмой Магомадовым. В составе группы присутствовали также министр образования и науки ЧР Лема Дадаев, министр культуры ЧР Дикалу Музакаев, глава администрации Урус-Мартановского района Супьян Мохчаев и другие. По словам Л. Магомадова, правительственная группа приехала в музей, чтобы «поддержать инициативу энтузиаста и помочь ему в сохранении и развитии уникального этнографического комплекса, который должен стать достоянием широкой публики». За создание музея Сатуеву было присвоено звание «Заслуженный работник культуры ЧР».
В мае 2008 года музей посетил Президент ЧР Рамзан Кадыров, Председатель Народного собрания Парламента ЧР Д. Абдурахманов, члены Правительства ЧР, глава районной администрации и ветераны Великой Отечественной войны. Кадыров заявил о необходимости создавать все условия для оказания помощи в сохранении и развитии уникального этнографического комплекса. Помимо этого, Сатуеву был выделен 1 миллион рублей из регионального благотворительного фонда имени Ахмата-Хаджи Кадырова, а также была вручена высокая награда — знак «Почётный гражданин Чеченской Республики». В знак благодарности Сатуев передал в подарок один из экспонатов своего музея — винтовку 1894 года.
В июле того же года в Урус-Мартане состоялась презентация журнала «Донди-Юрт — оазис чеченской культуры», посвящённого музею.

## Галерея

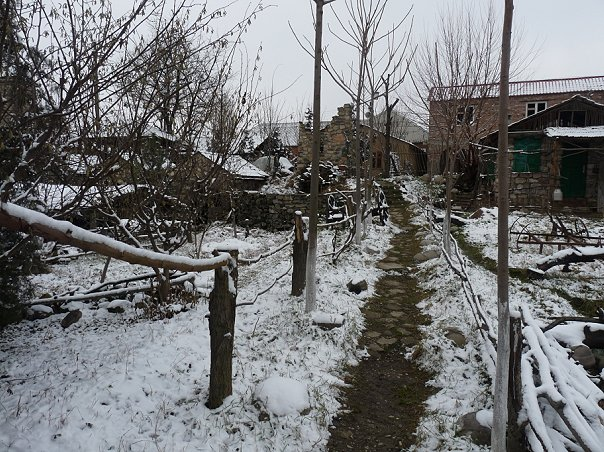
Музей «Донди-Юрт»
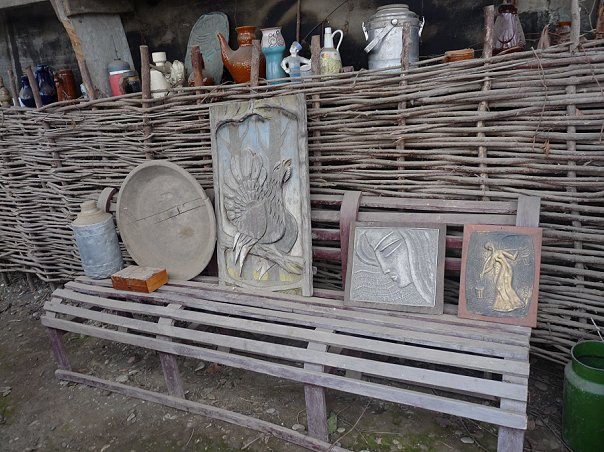
Музей «Донди-Юрт»
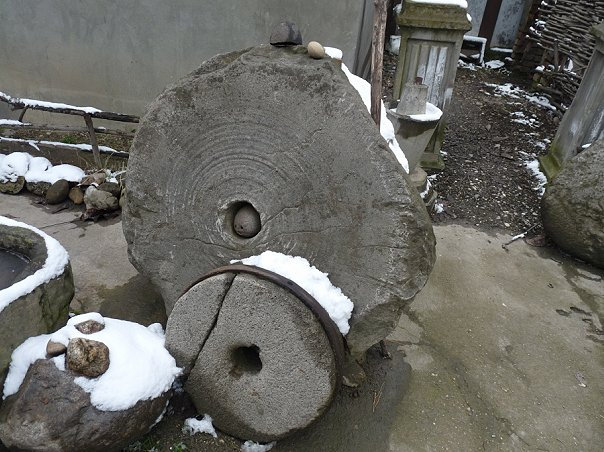
Музей «Донди-Юрт»

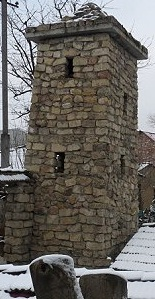
Музей «Донди-Юрт»
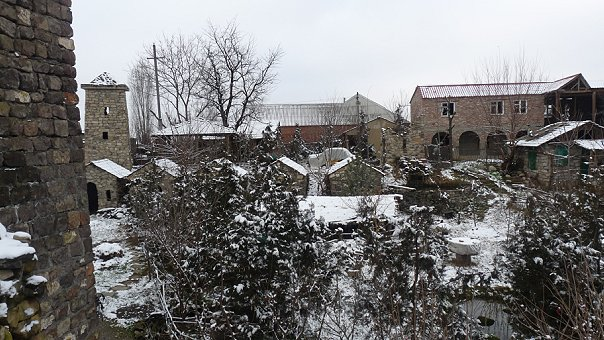
Экспозиция музея «Донди-Юрт»
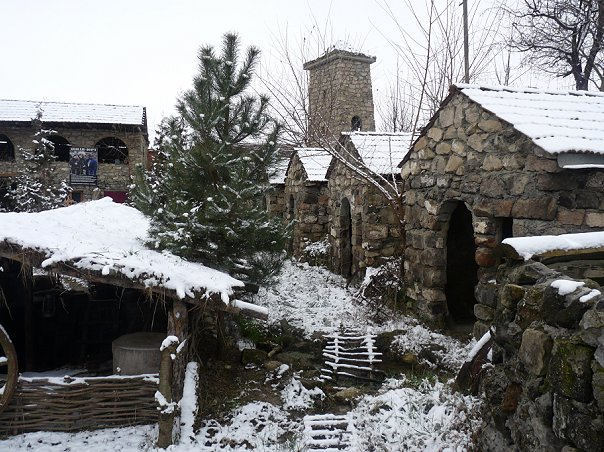
Экспозиция музея «Донди-Юрт»

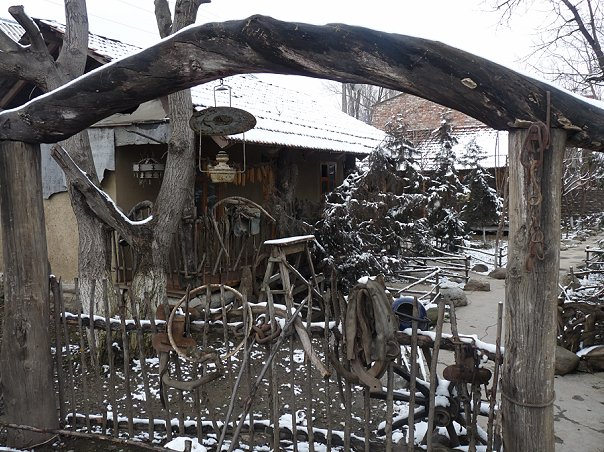
Экспозиция музея «Донди-Юрт»
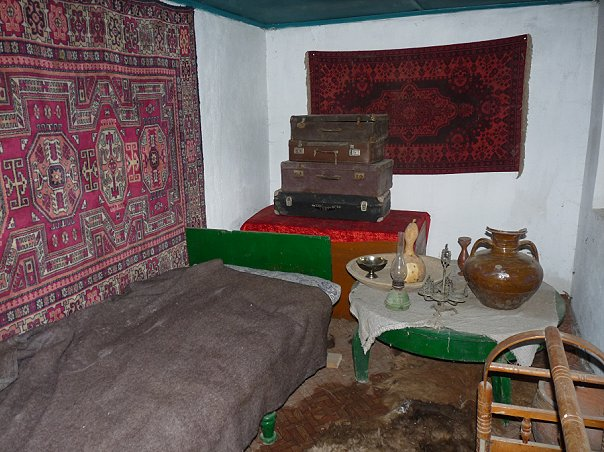
Экспозиция музея «Донди-Юрт»
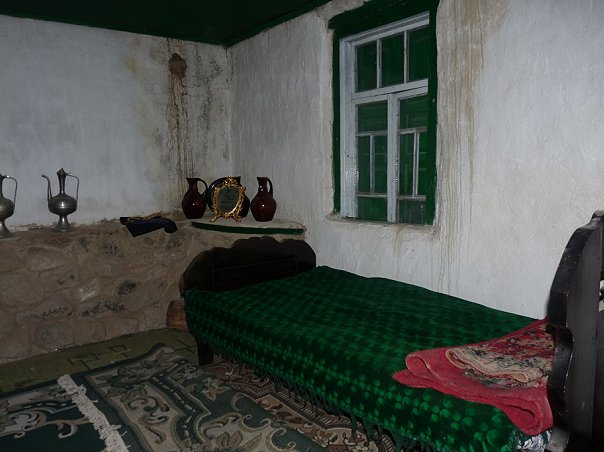
Экспозиция музея «Донди-Юрт»

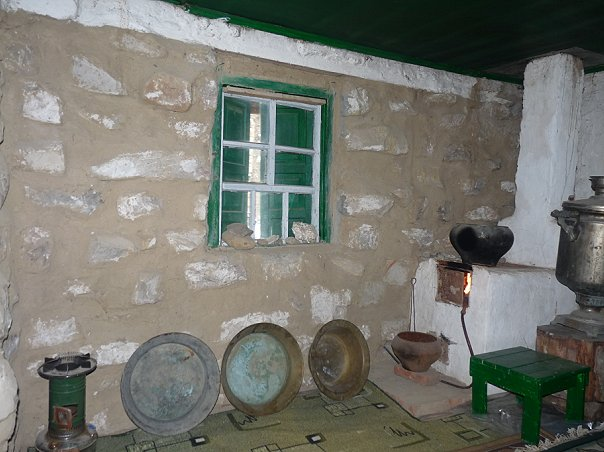
Экспозиция музея «Донди-Юрт»
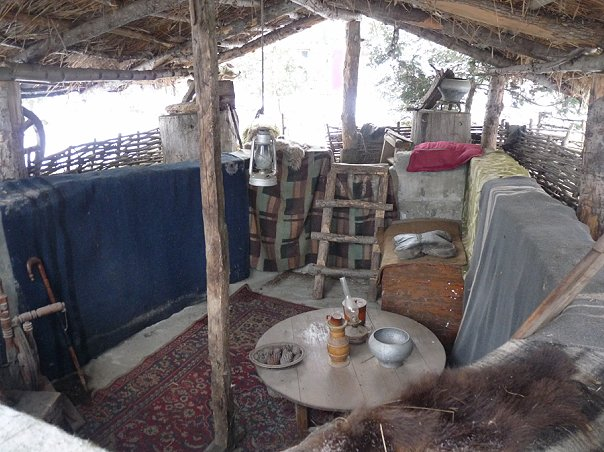
Экспозиция музея «Донди-Юрт»